# 抚州高新技术产业开发区
抚州高新技术产业开发区位于江西省抚州市，是2015月2月经国务院批准升级为国家高新技术产业开发区的高新区，面积158.6平方公里。

## 发展目标
- 1992年3月：经江西省人民政府批准，建立抚州金巢经济开发区。
- 2012年12月：经江西省人民政府批准，抚州金巢经济开发区更名为江西抚州高新技术产业开发区。
- 2015年2月：经国务院批准，江西抚州高新技术产业开发区升级为国家高新技术产业开发区[2]。